# پسایک (میزوری)
پسایک (به انگلیسی: Passaic) یک روستا در ایالات متحده آمریکا است که در شهرستان بیتس، میزوری واقع شده‌است. پسایک ۰٫۱۸ کیلومتر مربع مساحت و ۳۴ نفر جمعیت دارد و ۲۶۵ متر بالاتر از سطح دریا واقع شده‌است.